# Theodor Caspari

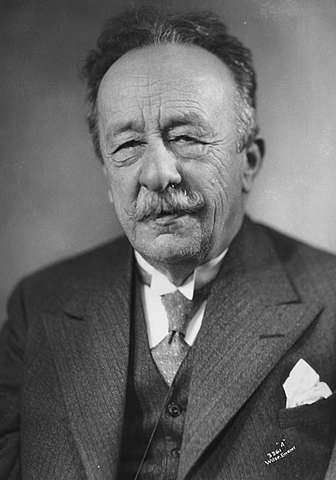
Theodor Caspari, 1933.

Karl Theodor Caspari, född 13 februari 1853 i Kristiania (nuvarande Oslo), död 12 februari 1948 i Oslo, var en norsk skald. Son till Carl Paul Caspari. 
Caspari blev 1877 teologie kandidat och avlade 1880 praktisk ämbetsexamen samt ägnade sig därefter en tid åt skollärarverksamhet.
Han debuterade 1880 med en samling Polemiske sonetter (2:a uppl. samma år), riktade mot Ibsen och Bjørnson. Senare har han utgivit ytterligare en samling polemiska dikter, Tidsbilleder (1883), ett band Digte af Per Gynt (1891) och Fra syd og nord. Nyere digte (1899); vidare Skygge-sider (1896) och Norsk höifjeld (1898), stämningar och skildringar av norsk natur. Bland hans senare verk märks Vintereventyr (1901), Höjfjeldsdigte (1913) och Nyere digte (1914). Han har även utgett det litteraturhistoriska arbetet Norsk naturfölelse i det nittende aarhudrede (1917).
Casparis poesi är dels vasst polemisk, dels frisk och behagfull naturlyrik.